# Ljungtorvblomfluga
Ljungtorvblomfluga (Sericomyia silentis) är en blomfluga som tillhör släktet torvblomflugor. 

## Kännetecken
Ljungtorvblomflugan är en stor blomfluga med en längd på oftast 14 till 18 millimeter (ibland något mindre). Den har mörk skutell och svart bakkropp med tre avbrutna gula band som breddas mot kanten. Till skillnad från andra arter i släktet så har ljungblomflugan gulaktig bakkroppsspets. Den har korta antenner med tre segment (liksam andra blomflugor) med ett antennborst som är fjäderlikt och mer än dubbelt så långt som tredje antennsegmentet. 

## Levnadssätt
Ljungtorvblomflugan lever främst i fuktiga miljöer som stränder, myrar och mossar men kan även påträffas i torra miljöer. Gärna i skogsgläntor och skogsbryn med inslag av ljung. Den besöker gärna flockblomstriga blommor som kirskål, strätta och hundkäx, men även berberis, ljung, rödklint, åkertistel med flera blommor. Den kan ses främst från juni till september men kan ibland ses redan i början på maj. Larven lever i vatten, till exempel diken men även under blöt bark på träd. Larven har ännu inte påträffats i Sverige. 

## Utbredning
Ljungtorvblomflugan är allmän i nästan hela Sverige utom norr om polcirkeln och i fjällen. Den finns i en stor del av Europa men saknas i medelhavsområdet. Den finns även i västra Sibirien och Kaukasus.

## Etymologi
Silentis betyder 'den tigandes' på latin. 